# Kimbanguismo
Il Kimbanguismo o Chiesa di Gesù Cristo sulla terra secondo il profeta Simon Kimbangu (E.J.C.S.K.) è una Chiesa cristiana nata in Congo, dove fu fondata dal profeta Simon Kimbangu (1889-1951).

## Storia
Nel 1921, nel Congo belga (oggi Repubblica Democratica del Congo) Simon Kimbangu, membro della Società Missionaria Battista, in seguito ad alcune visioni, annunciò la liberazione degli uomini di colore dalla dominazione bianca. Le sue dichiarazioni non piacquero all'amministrazione coloniale che provvide ad arrestarlo, condannandolo all'ergastolo. Morì trent'anni dopo in prigione.
Il 24 dicembre 1951, "la Chiesa di Gesù Cristo sulla terra secondo il profeta Simon Kimbangu" (E.J.C.S.K.), organizzata dai suoi figli e dai primi seguaci, venne legalizzata e nel 1959 fu riconosciuta ufficialmente nel Congo.

## Il culto
Il kimbanguismo, con i suoi 17 milioni di fedeli, è uno dei più importanti fra i 6000 movimenti afrocristiani. Nonostante la sua precedente inclusione (1969) nel Consiglio Ecumenico delle Chiese, dal 2021 ne è esclusa per disaccordi teologici (Africa Rivista, 15 ottobre 2024 https://www.africarivista.it/mandombe-un-sistema-di-scrittura-panafricano/237886/)
Questa Chiesa ha eliminato nel tempo diverse pratiche estatiche e curative, tipiche del movimento delle origini, accettando il credo di Nicea ed inserendo, nel 1971, la santa comunione nella sua liturgia (l'ostia è un pane fatto di mais e di banane e, non essendo permessa ai membri alcuna bevanda alcolica, il sangue di Cristo è simboleggiato dal miele mescolato con acqua).
L'elemento realmente distintivo di questa Chiesa, che riconosce il battesimo ed il matrimonio come sacramenti e trova in Natale e Pasqua le principali feste, è il posto riservato alla vocazione profetica di Simon Kimbangu, illuminato dallo Spirito Santo e la celebrazione degli anniversari di vocazione e morte del suo fondatore.
La Chiesa kimbanguista possiede, inoltre, una struttura fortemente gerarchizzata (catechista, diacono, pastore, segretario, ispettore, delegato) ed è molto attiva nel campo sociale e scolastico; essa proibisce, tra l'altro, droghe, alcool, tabacco, carne di maiale e di scimmia.
Nell'agosto 1977 il Kinbanguismo ha aperto una facoltà di teologia, unitamente a un istituto di pastori, a Lutendele, a 30 km da Kinshasa.